# Choristhemis flavoterminata
Choristhemis flavoterminata – gatunek ważki z rodziny Synthemistidae. Jest endemitem wschodniej Australii.